# 佐々木定道
佐々木 定道（ささき さだみち、1911年7月10日 - 2006年3月26日）は、日本の経営者。富士重工業社長を務めた。鳥取県出身。

## 経歴
1937年に京都帝国大学工学部機械工学科を卒業し、同年に日産自動車に入社。
1960年5月に取締役に就任し、常務、専務を経て、1973年11月に副社長に就任。1978年10月に富士重工業社長に就任し、1985年6月に会長を経て、1987年6月から相談役を務めた。
1975年11月に藍綬褒章を受章し、1982年11月に勲二等瑞宝章を受章。
2006年3月26日肺炎のために死去。94歳没。